# Parafia Wniebowzięcia Najświętszej Maryi Panny w Nowej Cerkwi
Parafia Wniebowzięcia NMP w Nowej Cerkwi – rzymskokatolicka parafia należąca do dekanatu pelplińskiego w diecezji pelplińskiej. 
Proboszczem parafii od 1990 jest ks. kan. Stanisław Borzyszkowski.
Do parafii należą wierni z miejscowości: Nowa Cerkiew, Kulice, Gętomie, Rombark, Olsze, Rzeżęcin, Olszówka, Bielawki i Borkowo oraz Stocki Młyn.

## Historia parafii
Parafię założyli w 1274 r. cystersi. Parafialny Kościół Wniebowzięcia Najświętszej Maryi Panny w Nowej Cerkwi wybudowano w 1312 r. w miejscu spalonego drewnianego kościółka z XIII w.
400 m na zachód od wsi położony jest cmentarz choleryczny. prawdopodobnie pochodzi z drugiej połowy XVII w., gdyż w Gniewie zmarło wówczas na morowe powietrze 600 osób. Otoczony jest murem z cegły. Wzniesiono tam również kapliczkę z figurami św. Rozalii i św. Rocha. Obecnie jest to wzgórek porośnięty starymi drzewami ze stojącą na jego skraju kapliczką. W okresie I wojny światowej chowano na nim zmarłych jeńców rosyjskich, a w latach 1939–1945 ludzi rozstrzelanych przez hitlerowców.